# Austin Johnson (giocatore di football americano)
Austin Hunter Johnson (Galloway, 8 maggio 1994) è un giocatore di football americano statunitense che milita nel ruolo di nose tackle per i Buffalo Bills della National Football League (NFL).

## Carriera

### Tennessee Titans
Al college, Johnson giocò a football coi Penn State Nittany Lions dal 2013 al 2015. Fu scelto nel corso del secondo giro (43º assoluto) nel Draft NFL 2016 dai Tennessee Titans.
Dopo avere giocato sporadicamente nella prima stagione, nella seconda Johnson disputò tutte le 16 partite, di cui 3 come titolare, mettendo a segno 24 tackle e un sack.

### New York Giants
Il 30 marzo 2020 Johnson firmò con i New York Giants.

### Los Angeles Chargers
Il 16 marzo 2022 Johnson firmò un contratto biennale da 14 milioni di dollari con i Los Angeles Chargers.

### Buffalo Bills
Il 28 marzo 2024 Johnson firmò un contratto di un anno con i Buffalo Bills.